# 紹德溝翅螢金花蟲
紹德溝翅螢金花蟲（学名：Theopea sauteri）为金花蟲科溝翅螢金花蟲下的一个种。